# Municipio de Elliott (Dakota del Norte)
El municipio de Elliott (en inglés: Elliott Township) es un municipio ubicado en el condado de Ransom en el estado estadounidense de Dakota del Norte. En el año 2010 tenía una población de 79 habitantes y una densidad poblacional de 0,85 personas por km².

## Geografía
El municipio de Elliott se encuentra ubicado en las coordenadas 46°25′13″N 97°51′24″O / 46.42028, -97.85667. Según la Oficina del Censo de los Estados Unidos, el municipio tiene una superficie total de 92.67 km², de la cual 92,61 km² corresponden a tierra firme y (0,06 %) 0,06 km² es agua.

## Demografía
Según el censo de 2010, había 79 personas residiendo en el municipio de Elliott. La densidad de población era de 0,85 hab./km². De los 79 habitantes, el municipio de Elliott estaba compuesto por el 100 % blancos. Del total de la población el 0 % eran hispanos o latinos de cualquier raza.